# Funko Fusion
Funko Fusion è un videogioco crossover di azione e avventura a tema Funko del 2024 sviluppato e pubblicato da 10:10 Games. Il gioco include vari personaggi da diversi film e serie televisive.

## Trama
Nel sottosuolo della fabbrica dei Funko è nato, dai pezzi scartati dai vari mondi, un Pop oscuro non collegato ad alcun media Franchise che nell'ombra vede la fabbrica prosperare e generare nuovi mondi alimentando così la propria invidia. Una volta ricostruito il proprio corpo, copiando le fattezze del leader indiscusso Freddie Funko, invade la fabbrica e instaura una lotta contro il Re ma grazie all'intervento di un pop liberato involontariamente dal proprio intervento non riesce a raccogliere il pieno potere della corona ed è costretto quindi a scappare all'interno dei vari mondi disponibili dove inizia a corrompere tutti i villain principali dei vari media franchise su cui sono basati.
Il Pop viene quindi inviato a liberare i mondi corrotti da Eddie (nome del Pop Oscuro) e a ripristinare il potere della corona, così da liberare Freddie e rinchiuderlo nuovamente nell'oscurità.

## Modalità di gioco
Funko Fusion è un gioco di azione e avventura per giocatore singolo e multiplayer di 4 giocatori, e ricalca le meccaniche base dello sparatutto in terza persona.
I livelli sono differenziati per mondi base e cameo, dove la prima categoria costituisce la linea narrativa principale del gioco e la seconda fornisce una serie di avventure a singolo stage dedicate a franchise televisivi e cinematografici di alto livello mediatico.
Il gioco presenta personaggi provenienti da più di 20 franchise diversi:
- Fabbrica dei Funko
- Ritorno al futuro (Cameo)
- Battlestar Galactica (Mondo Base)
- La bambola assassina (Cameo)
- Five Nights at Freddy's (Cameo)
- Hot Fuzz (Mondo Base)
- Invincible (Cameo)
- Lo squalo (Cameo)
- Jurassic Park (Cameo)
- Jurassic World (Mondo Base)
- KFC (Cameo)
- Knight Rider (Cameo)
- Masters of the Universe (Mondo Base)
- Megan (Cameo)
- Mega Man (Cameo)
- La mummia (Cameo)
- Nope (Cameo)
- Scott Pilgrim vs. the World (Mondo Base)
- L'alba dei morti dementi (Cameo)
- Team Fortress 2 (Cameo solo Pc)
- La cosa (Mondo Base)
- The Umbrella Academy (Mondo Base)
- Mostri della Universal (Cameo)
- The Walking Dead (Cameo)
- Voltron: Legendary Defender (Cameo)
- Xena - Principessa guerriera (Cameo)
- The Office (Cameo, DLC)

Alcuni personaggi delle avventure Cameo, come Xena o Mega-Man, possono essere sbloccati come personaggi giocabili solo dopo aver completato tutte le loro sfide nascoste nei vari mondi di gioco; mentre altri, come The Office, richiedono il download di un DLC apposito.
Lo scopo di ogni livello è quello di collezionare tutto ciò che il mondo ti fornisce, come pezzi della corona, progetti per armi e progetti per le pozioni, per lo più nascosti dietro sfide di abilità o enigmi ambientali; una volta raccolti tutti gli oggetti richiesti il livello può essere considerato terminato e questo alle volte comporta l'avanzamento di un obbiettivo atto a sbloccare nuovi personaggi utilizzabili o armi: come raccogliere tutte le parti di Foxo (un pop a forma di volpe) che sbloccherà sia il personaggio che la sua arma speciale. 
Ogni livello (5 per mondo) richiede di raccogliere 7 corone d'argento, 3 oggetti speciali (cestino del KFC, parti di Foxo e l'Ambra di Jurassic Park), due potenziamenti (arma e vita) e trovare e completare una sfida cameo che sbloccherà un potenziamento aggiuntivo; alcuni di questi - solitamente i primi di ogni mondo - contengono un livello speciale (cameo) che serve proprio a sbloccare le sfide negli altri mondi/livelli, ciò comporta di dover tornare più volte sui propri passi e ripetere i vari livelli per sbloccare il 100% delle sfide.
Caratteristica interessante del gameplay è quella di non poter utilizzare alcuni personaggi in mondi diversi se quelli sono interpretati dallo stesso attore dei due media franchise, in quel caso sarà disponibile solo la versione del mondo corrente: nel livello speciale L'alba dei morti dementi potremmo usare Shaun ma non Nicholas Angel di Hot Fuzz visto che ambedue sono interpretati in originale da Simon Pegg.